# Дембинский, Якуб
Якуб Дембинский (Якуб из Дебна, Якуб из Щекоцин) (1427 — 15 января 1490) — польский военный и государственный деятель, подскарбий великий коронный (1460—1468), канцлер великий коронный (1469—1473), воевода сандомирский (1473—1478), каштелян краковский (1478—1490).

## Биография
Представитель польского шляхетского рода Дембинских герба «Одровонж».
В 1448—1460 годах — подчаший краковский, в 1457—1459 годах — чашник великий коронный. В 1460 году он выступает в источниках в качестве каштеляна малогощского. В 1460—1468 годах — подскарбий великий коронный, канцлер великий коронный в 1469—1473 годах.
В 1473—1478 годах — воевода сандомирский, в 1478—1490 годах — каштелян краковский. Также являлся старостой бецкий и сандомирским (1462—1479), пшедечский (1463—1471), освенцимским (1467—1473) и краковским (1463—1490).
Во время Тринадцатилетней войны между Польшей и Тевтонским орденом (1454—1466) Якуб Дембинский сражался в битвах с крестоносцами под Хойницами (1454), Гневом (1457) и Валчем (1460).
Принимал участие в нескольких дипломатических миссиях в Венгрию, Чехию и Ватикан. Он был руководителем внешней политики польского короля Казимира Ягеллончика в отношении южных соседей Польши. В конце 1473—1474 годах Якуб Дембинский охранял юго-западные польские границы со стороны Силезии.
Реконструировал и перестроил замок в Дембно, который в целом с тех пор не изменился.